# اتکینز (آرکانزاس)
اتکینز (آرکانزاس) (به انگلیسی: Atkins, Arkansas) یک شهر در ایالات متحده آمریکا با جمعیت ۲٬۸۷۸ نفر است که در آرکانزاس واقع شده‌است.

## موقعیت جغرافیایی
موقعیت جغرافیایی شهرها و مناطق اطراف به شرح زیر است: